# AIDS-Memorial (Frankfurt am Main)

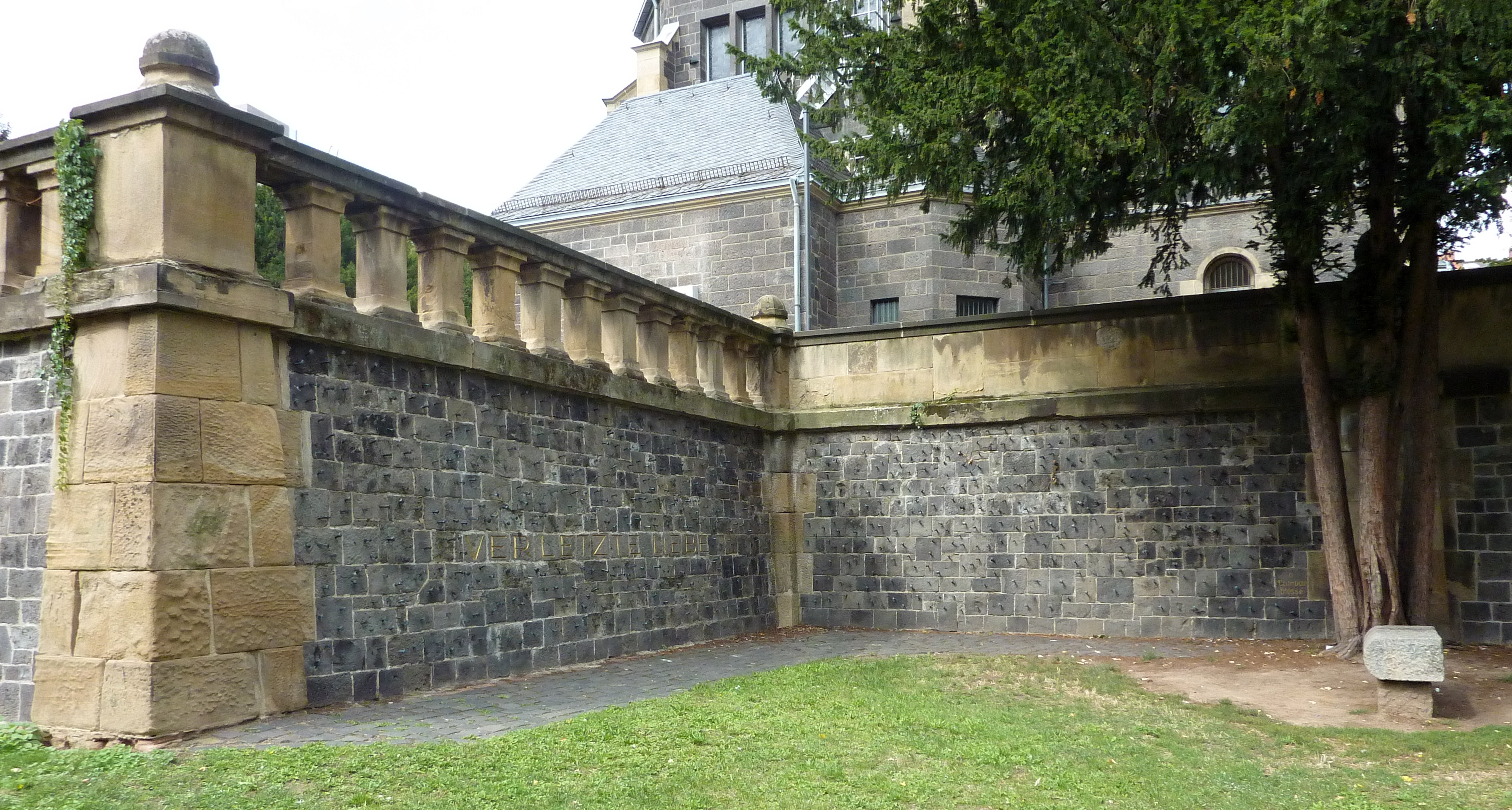
Das Frankfurter AIDS-Memorial auf dem Peterskirchhof, Ansicht von Südosten

Das AIDS-Memorial ist eine Gedenkstätte auf dem historischen Peterskirchhof in Frankfurt am Main, die an die durch die Immunschwächekrankheit AIDS Verstorbenen erinnert. Gestaltet wurde es von Tom Fecht. Es nutzt einen Winkel in der Stützmauer der Peterskirche. Dort wurden die Worte Verletzte Liebe eingemeißelt. Im Andenken für jeden im abgelaufenen Jahr in Frankfurt an AIDS Verstorbenen wird am 1. Dezember – dem Welt-AIDS-Tag – jeweils ein Nagel in die Mauer geschlagen. 
Das AIDS-Memorial wurde in räumlicher Nähe zum Frankfurter Engel, dem Mahnmal, das den Opfern der Homosexuellen-Verfolgung gewidmet ist, und auch in zeitlicher Nähe zu dem Engel im Dezember 1994 errichtet und mit einer Feierstunde in der Paulskirche der Öffentlichkeit übergeben.
Das AIDS-Memorial ist zusammen mit dem benachbarten Frankfurter Engel traditionelle Anlaufstelle der Prozession des ökumenischen Eröffnungsgottesdienstes zum Frankfurter Christopher Street Day.